# Gastern
Gastern es un municipio-mercado (Marktgemeinde) del distrito de Waidhofen an der Thaya, en el estado de Baja Austria (Austria).
El municipio lo componen los siguientes municipios catastrales: Frühwärts, Garolden, Gastern, Immenschlag, Kleinmotten, Kleinzwettl, Ruders, Weißenbach, Wiesmaden.